# 布施辰治

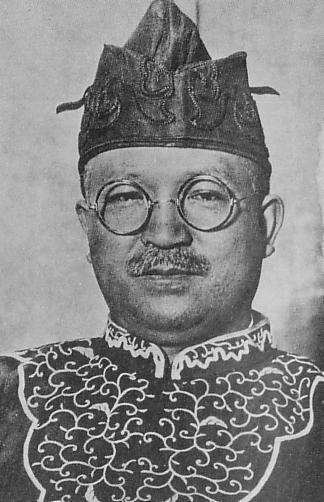
1931年時的布施辰治

布施 辰治（1880年（明治13年）11月13日—1953年（昭和28年）9月13日）是日本宮城縣出身的律師及社会運動家。以唯一一位獲得大韓民国建国勳章的日本人而得名。

## 前歷
出生宮城縣牡鹿郡蛇田村（現在是石卷市一部分）的農家。少年時接觸墨子的兼愛思想，長大後接受正教会的洗禮 並就讀神田復活大教堂 (東京)附屬神学院，雖然從年輕開始就親近和平主義，但就讀神学院3個月後就遭退學，以後因為對於基督教派派系的托爾斯泰運動產生共鳴而以此為自身之典範並一生持續參與社會運動，宗教上則因為結婚而改信為妻子信仰的日蓮正宗 。
最初到東京專門学校（現在的早稻田大学）就讀，之後轉學到明治法律学校（現在的 明治大学）就讀， 1902年畢業，22歳時通過判事檢事登用考試，成為候補司法官。之後在宇都宮地方裁判所擔任代理檢察官，但由於不忍起訴某個殉情未遂事件的犯人，因此就任不到一年就辭去候補司法官的工作。

## 作為律師
辭去檢察官工作後而改擔任律師，但因為工作上一直無法步上軌道而只好不斷更換事務所。不過在1917年的死刑事件中，他的成功辯護讓鈴ヶ森おはる殺し事件中的被告獲得無罪判決，並因此以刑事律師的身分而成名，1920年時，他本人負責處理250個案件，1天平均要出庭4次 。
以後，除了刑事事件外，也積極參與許多爭議事件、廢娼運動，普選運動等社會問題，但使他名聲大噪的就是在 韓國獨立運動當中，擔任辯護律師。戰前因為替二重橋炸彈事件，朴烈事件，朝鮮共產黨等事件辯護以及關東大地震時發生虐殺韓國人的事件而對當局進行嚴厲的批判，戰後也在評定河原事件，阪神教育事件，平事件，台東会館事件等多數與韓國人有關的事件中擔任辯護律師，讓布施因此在韓國受到很高的評價。2000年2月29日時，在韓国文化放送的1小時節目「PD手帳」中，就以「發掘　日本的辛德勒布施辰治」為題播放。2004年時，韓国政府向他授與大韓民國建國勳章中的愛族章，讓布施成為日本人中唯一獲得大韓民國建國勳章的受勳者。
在有關普選運動中，布施隸屬政治研究会及労働農民黨等左派政黨，1928年第1回普通選舉中，他以労働農民黨候選人身分出馬競選而落選。之後以律師的身分為作為同黨，卻受三一五事件影響而遭命解散，並在當時成為非法政黨的日本共産黨出庭辯護，但在1929年時，他卻被東京控訴院，以其「不當辯護」為由而向懲戒裁判所起訴，1932年遭大審院（現在日本最高法院）判決剝奪其律師資格。隔年所屬的日本労農弁護士團也遭人檢舉，造成布施成為共同被告中唯一因為違反 治安維持法而受刑的人，讓他因此在千葉刑務所服刑一年多。
戰後，布施在自己所創立的自由法曹團復活時，擔任顧問。1949年三鷹事件發生，在主嫌竹内景助維持自己的自白時，他就堅持這份自白是遭人偽造，竹內是無罪的主張，但也因此讓他與其他辯護律師產生激烈的衝突而退出。之後主張竹內是無罪而正準備要替他辯護的不久，卻於1953年9月13日因為癌症病逝。布施葬於東京都豐島區的常在寺，常在寺中，有建立一座刻有其座右銘「生則與民眾同在，死則為民眾而死」的彰顯碑。

## 思想
作為刑事律師，從處以被告無法接受的刑罰是沒有道德上的效果 ，死刑是國家為了維持秩序而以恐怖份子自居等觀點而主張廢除死刑。另外受吉野作造的民本主義影響，因此也支持可以代表一般民衆意志的陪審制 。
身為和平主義者而相當厭惡軍人，但對於樸實嚴謹的乃木希典則是以教育家的身分尊敬他 。
雖然主張要廢除天皇制，但認為作為廣受人民支持的制度並不需要人為的解體，只要等到皇室血脈斷絕就會自然消滅。另外對於昭和天皇接受波茨坦公告以避免本土決戰的發生，而對他有相當高的評價 ，因此1946年3月1日時，在皇居外苑舉辦感謝集会。

## 逸事
- 辭去檢察官後，由於有一段時間擔心自己的出路，因此想要成為將棋棋士，最終也獲得三段的段位[17]。
- 擁有先天性色盲[18]。
- 曾在二林事件當中，來台參加1927年的公審並為涉入事件的被告們進行辯護，並且來臺灣不到十天之內，就花費225小時四處奔走臺灣南北21處，演講32場。[19]。

## 著作
- 『君民同治の理想と普通選挙』（布施辰治法律事務所　1917年）
- 『司法機関改善論　噫々刑事裁判の時弊』（布施辰治法律事務所　1917年）
- 『予算案の根本枇評と普通選挙』（布施辰治法律事務所　1918年）
- 『生きんが為に　法廷より社会へ，米騷動事件の弁論公開』（布施辰治法律事務所　1919年）
- 『普選の実施は果して何時？　如何にして！』（自然社　1923年）
- 『法律上から見た焼跡借地借家権』（自然社　1924年）（借家人同盟会本部編）
- 『急進徹底普選即行』（自然社　1924年）
- 『審くもの審かれるもの』（自然社　1924年）（與中西伊之助合著）
  - 『法廷実話　審く者，審かれる者』（春洋社　1938年）（前書的改名）
- 『復興計画と住宅対策　区画整理と借地借家人､借地借家臨時処理法の解説』（自然社　1925年）
- 『公娼自廃の戦術と法律』（厚生閣書店　1926年）
- 『法律戦線パンフレット1　農民運動の戦術と調停法の逆用』（生活運動社　1928年）
- 『共産党事件に対する批判と抗議』（共生閣　1929年）
- 『無産者モラトリウム論』（共生閣　1929年）
- 『法律戦線パンフレット2　改正民事訴訟法解説　吾等いかに闘ふべきか』（希望閣　1929年）
- 『小作争議法廷戦術教科書』（希望閣　1930年）
- 『法律戦線9巻2号号外　選挙闘争の方向転換と新戦術の展開』（生活運動社　1930年）
- 『死刑囚十一話』（山東社　1930年）
- 『殺人的不景気切ぬけ戦術　無産者モラトリウム論』（大鳳閣書房　1930年）
- 『自治研究講話』（火花社　1930年）
- 『不況対策パンフレット第2集　家賃･解雇手当･借金･揖害賠償･支払命令等と如何に戦ふか』（春陽堂　1930年）
- 『不況対策パンフレット第1集　殺人的下景気の正体暴露とその切抜策』（春陽堂　1931年）
- 『不況対策法律叢書1　家賃･地代にたいする法律戦術　家賃･地代値下をいかに闘ひぬくか』（浅野書店　1931年）
- 『不況対策法律叢書2　借金にたいする法律戦術　借金をいかに闘ひぬくか』（浅野書店　1931年）
- 『不況対策法律叢書3　無尽･保険･月賦･其他の掛金にたいする法律戦術　無尽･保険･月賦･其他の掛金をいかに闘ひぬくか』（浅野書店　1931年）
- 『不況対策法律叢書5　小作争議にたいする法律戦術　小作争議をいかに闘ひぬくか』（浅野書店　1931年）
- 『不況対策法律叢書6　支払命令･仮差押･競売にたいする法律戦術　支払命令･仮差押･競売をいかに闘ひぬくか』（浅野書店　1931年）
- 『不況対策法律叢書4　電澄･ガスにたいする法津戦術　電燈･ガス値下をいかに闘ひぬくか』（浅野書店　1932年）
- 『不況対策法律叢書7　裁判と調停にたいする法律戦術　裁判と調停をいかに闘ひぬくか』（浅野書店　1932年）
- 『不況対策法律叢書8　解雇･退職手当にたいする法津戦術　解雇･退職手当をいかに闘ひぬくか』（浅野書店　1932年）
- 『三陸地方震災罹災者諸君に告ぐ！』（日本労農救援会出版部　1933年）
- 『電澄争議の新戦術』（希望閣　1933年）
- 『獄中の体験を述べる　親愛なる労救の同志諸君に』（日本労農救援会本部書記局　1933年）
- 『運命の勝利者・朴烈』（世紀書房　1946年）（與張祥重，鄭泰成合著[注 2]）
- 『打倒？支持？天皇制の批判，憲法改正（私案）』（新生活運動社　1946年）
- 『住宅の人民管理』（全日本借家人組合中央本部　1949年）
- 『有罪か無罪か，大衆の裁きに訴う　三タカ事件の紙上弁論』（日本労農救援会　1950年）
- 『公安条例の廃止の提唱　一問一答』（公安条例廃止期成同盟　1951年）
- 『布施辰治対話抄集』（布施辰治記念会　1954年）
- 『布施辰治著作集（全16巻と別巻）』（ゆまに書房　2007-08年）（明治大学史資料センター監修）

## 備註

### 出處
1. ↑  『布施辰治研究』 299頁
2. ↑  『弁護士布施辰治』 16 頁
3. ↑  『弁護士布施辰治』 18頁
4. ↑  『弁護士布施辰治』 38頁
5. ↑  『大日蓮』764号 50-58頁
6. ↑  『布施辰治（明治篇）』 34頁
7. ↑  『弁護士布施辰治』 90頁
8. ↑  『ある弁護士の生涯』 73-75頁
9. ↑  『ある弁護士の生涯』 37頁
10. ↑  『布施辰治研究』 70頁
11. ↑  『法廷実話　審く者，審かれる者』 （页面存档备份，存于） 2頁
12. ↑  『ある弁護士の生涯』 43頁
13. ↑  『打倒？支持？天皇制の批判，憲法改正（私案）』 （页面存档备份，存于）　11頁
14. ↑  『弁護士布施辰治』 217頁
15. ↑  『打倒？支持？天皇制の批判，憲法改正（私案）』 （页面存档备份，存于）　8頁
16. ↑  『弁護士布施辰治』 224頁
17. ↑  『弁護士布施辰治』 24頁
18. ↑  『弁護士布施辰治』 3頁
19. ↑  .   [2015-06-08]. （原始内容存档于2016-06-10）.

## 關連項目
- 三一五事件
- 普選運動
- 朝鮮獨立運動
- 三鷹事件
- 二林事件
- 朴烈

## 外部連結
- 布施辰治顯彰會
- 律師 布施辰治（2007年9月27日時的網際網路檔案館）
- 布施辰治』[永久]
- 布施辰治的圖書室
- 国立国会圖書館近代數位圖書館 （页面存档备份，存于）
- 憲法改正（私案）　布施辰治起草 （页面存档备份，存于）